# Dioba vlasti
Dioba ili podjela vlasti jedno je od načela organizacije državne vlasti. Ono se oblikuje u vrijeme borbe građanske klase za osvajanje političke vlasti u uvjetima apsolutne monarhije u kojoj su sve funkcije vlasti bile sjedinjene u osobi monarha.
Izvorno je načelo diobe vlasti, kao jedan od temeljnih elemenata predrevolucionarne građanske političke i ustavno-pravne doktrine u 17. i 18. stoljeću, kako ga najpotpunije u djelu Duh zakona izražava francuski pisac Montesquieu. on zahtjeva da zakonodavna, izvršna i sudska vlast bude uorganizirana po državnim organima. Oni se trebaju međusobno nadzirati i ograničavati u djelovanju s ciljem da nijedan od njih ne upotrijebi vlast na uštrb slobode i pravne sigurnosti građana.
Ovakav model organizacije vlasti izražavao je, kroz ograničavanje izvršne vlasti, koju vrši monarh kao zastupnik interesa plemstva, zakonodavnom vlašću, koju vrši tijelo koje po sastavu i djelovanju sve više zastupa interese građanske klase, htijenje da se, zbiljskom političkom diobom vlasti, na kompromisan način razriješi konflikt između građanske klase i plemstva.
Zbiljska dioba političke vlasti između građanske klase i plemstva, institucionalno primijenjena kroz sustave organizacije vlasti ograničene monarhije i orleanskog parlamentarizma karakterizirala je, kao prijelazna faza između feudalne i građanske države, tijekom 19. stoljeća, političke sustave u nizu europskih država, a napose je bila izražena u Njemačkoj i Austro-Ugarskoj, te u Japanu krajem 19. i početkom 20. stoljeća.
Kako je građanska klasa od kraja 18. i tijekom 19. stoljeća postupno osvajala političku vlast u cjelini, načelo diobe vlasti gubi svoj izvorni društveno-politički smisao i značajke, te se svodi na rješavanje ustavno-pravnog odnosa između organa koji obavljaju državne funkcije - zakonodavnu, izvršnu i sudsku.
U suvremenoj građanskoj ustavnoj praksi i u građanskoj ustavno-pravnoj doktrini načelo diobe vlasti interpretira se na dva različita načina. Prvi čini koncepcija oštre diobe vlasti, a drugi koncepcija kolaboracije ili ravnoteže vlasti. Koncepcija oštre diobe vlasti temelji se na ustavnoj primjeni sustava predsjedničke vlade, koji je prvi put izražen Ustavom SAD-a iz 1787. godine. Prema njoj, dioba vlasti traži potpunu međusobnu organizacijsku i funkcionalnu neovisnost zakonodavnih, izvršnih i sudskih organa, odnosno vlasti. Organi jedne vlasti ne smiju biti birani od organa druge vlasti, a ne smiju ni jedni drugima politički odgovarati, niti se međusobno ograničavati u nadležnostima.
Druga koncepcija, koja se temelji na ustavnoj primjeni sustava parlamentarne vlade, određuje diobu vlasti samo kao zahtjev da se svaka od tri osnovne državne funkcije dodijeli različitoj kategoriji organa. Odnos između državnih organa koji obavljaju osnovne državne funkcije može biti različit - pojedini autori ga označuju kao kolaboraciju, harmoniju, ravnotežu ili gradaciju vlasti - ali je bitno, da nijedan od njih nema organizacijsku ili funkcionalnu superiornost nad ostalima (jedinstvo vlasti).

## Poveznice
- Zakonodavna vlast
- Izvršna vlast
- Sudbena vlast